# Charlotte Alexandra
Charlotte Alexandra, aussi Charlotte Seeley, est une actrice britannique née le 19 novembre 1954 au Royaume-Uni.

## Biographie

### Carrière
Charlotte Alexandra débute au cinéma en interprétant Thérèse dans les Contes immoraux de Walerian Borowczyk en 1974, puis est repérée par Catherine Breillat qui lui attribue le rôle de l'héroïne dans son film Une vraie jeune fille réalisé en 1975 et où son interprétation est remarquée. 
Elle a souvent été considérée comme étant française en raison de sa parfaite maîtrise de la langue française. Elle tourne en France sous le nom de Charlotte Alexandra de 1974 à 1976, puis en Grande-Bretagne sous celui de Charlotte Seeley de 1977 à 1987.

## Filmographie

### Cinéma
- 1972 : Les Baiseuses : la surveillante de la maison de correction
- 1973 : Contes immoraux : Thérèse (Histoire 2)
- 1975 : Une vraie jeune fille : Alice Bonnard
- 1976 : L'Acrobate : Louise
- 1977 : Good-bye, Emmanuelle : Chloé
- 1977 : The Strange Case of the End of Civilization as We Know It : Miss Moneypacket
- 1986 : Spookies : Adrienne
- 1987 : Personal Services : Diane

### Télévision
- 1979 : The Knowledge (Téléfilm) : Une femme au foyer
- 1986 : Just Good Friends (série télévisée) : Georgina
- 1986 : Lytton's Diary (série télévisée) : Valerie von Wolfenberg
- 1987 : Tandoori Nights (série télévisée) : Yuppie